# Número primo de Sophie Germain
Um número primo p é um número primo de Sophie Germain se 2p + 1 é também primo. São famosos porque Sophie Germain provou que o Último Teorema de Fermat é verdadeiro para estes números. A existência de um número infinito de tais números primos é uma conjectura, ou seja, uma afirmação não provada.
Há 190 números primos de Sophie Germain no intervalo [1, 104] ((sequência A005384 na OEIS)):
```
:
2
, 
3
, 
5
, 
11
, 
23
, 
29
, 
41
, 
53
, 
83
, 
89
, 
113
, 
131
, 173, 179, 191, 233,  
239,  251,  281,  293,  359,  419,  431,  443,  491,  509,  593,  641,  
653,  659,  683,  719,  743,  761,  809,  911,  953,
1013, 1019, 1031, 1049, 1103, 1223, 1229, 1289, 1409, 1439, 1451, 1481,
1499, 1511, 1559, 1583, 1601, 1733, 1811, 1889, 1901, 1931, 1973, 2003,
2039, 2063, 2069, 2129, 2141, 2273, 2339, 2351, 2393, 2399, 2459, 2543,
2549, 2693, 2699, 2741, 2753, 2819, 2903, 2939, 2963, 2969, 3023, 3299,
3329, 3359, 3389, 3413, 3449, 3491, 3539, 3593, 3623, 3761, 3779, 3803,
3821, 3851, 3863, 3911, 4019, 4073, 4211, 4271, 4349, 4373, 4391, 4409,
4481, 4733, 4793, 4871, 4919, 4943, 5003, 5039, 5051, 5081, 5171, 5231,
5279, 5303, 5333, 5399, 5441, 5501, 5639, 5711, 5741, 5849, 5903, 6053,
6101, 6113, 6131, 6173, 6263, 6269, 6323, 6329, 6449, 6491, 6521, 6551,
6563, 6581, 6761, 6899, 6983, 7043, 7079, 7103, 7121, 7151, 7193, 7211,
7349, 7433, 7541, 7643, 7649, 7691, 7823, 7841, 7883, 7901, 8069, 8093,
8111, 8243, 8273, 8513, 8663, 8693, 8741, 8951, 8969, 9029, 9059, 9221,
9293, 9371, 9419, 9473, 9479, 9539, 9629, 9689, 9791
```

O maior número primo de Sophie Germain conhecido até à data é o número {\displaystyle 183027\cdot 2^{265440}-1} que tem 79911 dígitos e foi descoberto em Março de 2010.
Uma sequência {p, 2p+1, 2(2p+1)+1, ...} de primos de Sophie Germain também recebe o nome de cadeia de Cunningham de primeira classe.